# Naila Jornet i Burgada
Naila Jornet i Burgada (Castellar de n'Hug, Berguedà, 11 de març de 1989) és una fisioterapeuta i esquiadora de muntanya catalana, membre de l'equip espanyol de competicions d'esquí de muntanya.
Filla d'Eduard Jornet, guia de muntanya i guarda del refugi de Cap de Rec, a la Cerdanya, i de Núria Burgada, professora d'esports de muntanya, i germana de Kilian Jornet, ha estat campiona d'Espanya en categoria espoir el 2011 i 2012, i té un quart lloc al Campionat d'Espanya absolut del 2010. El seu lloc preferit per entrenar-se a l'estiu, per córrer, és la zona de Colomina, a la Vall Fosca. A l'hivern, qualsevol lloc que tingui neu. La zona de Vallter i la Cerdanya són les que més freqüenta. Membre del Club Poliesportiu Puigcerdà, s'inicià en l'esquí de muntanya el 2002 i competí per primera vegada a la cronoescalada de Granvalira (2003). Forma part de la selecció espanyola des del 2005. Des de l'any 2006 té la consideració d'esportista d'alt nivell català. Entre els seus resultats destaca també una cinquena posició en la prova de relleus del Campionat del Món (2006), amb Gemma Arro Ribot, Izaskun Zubizarreta i Cristina Bes Ginesta. També ha participat en la Patrouille des Glaciers (2010), el Trophée des Gastlosen (2010), el Campionat d'Europa d'esprint (2012) i la Pierra Menta (2012).